# Орехово (Зеленоградский район)
Орехово (Шальбен до 1946 года) — посёлок в Зеленоградском районе Калининградской области. Входит в состав Красноторовского сельского поселения.

## Население
| 2002 | 2010 |
| ---- | ---- |
| 173  | ↘154 |

## История
Населенный пункт Шальбен в 1946 году был переименован в поселок Орехово.